# Salamanca, Chile
Salamanca este un oraș și comună din provincia Choapa, regiunea Coquimbo, Chile, cu o populație de 25.326 locuitori (2012) și o suprafață de 3445,3 km2.